# Puentes Viejas
Puentes Viejas é um município da Espanha na província e comunidade autónoma de Madrid, de área 58,35 km² com população de 427 habitantes (2004) e densidade populacional de 7,32 hab/km².

## Demografia
| Variação demográfica do município entre 1991 e 2004 | Variação demográfica do município entre 1991 e 2004 | Variação demográfica do município entre 1991 e 2004 | Variação demográfica do município entre 1991 e 2004 |
| --------------------------------------------------- | --------------------------------------------------- | --------------------------------------------------- | --------------------------------------------------- |
| 1991                                                | 1996                                                | 2001                                                | 2004                                                |
| 381                                                 | 414                                                 | 406                                                 | 427                                                 |